# HUMAN (Rundfunk)

Logo des HUMAN

HUMAN, vom Gründungsjahr 1989 bis zur Namensänderung 2013 noch Humanistische Omroep Stichting (HOS), ist ein niederländischer öffentlich-rechtlicher Rundfunk, der Sendungen mit humanistischer Ausrichtung produziert.

## Identität
Der Sender vertritt nach eigenen Angaben etwa 23 Prozent der niederländischen Bevölkerung ab 18 Jahren, die Humanismus und die damit verbundenen Grundwerte für sehr wichtig halten.

## Entstehung
HUMAN in seiner jetzigen Form entstand am 7. Mai 2013 und löste den Humanistische Omroep Stichting (HOS), gegründet im Jahr 1989, ab. Nachdem das Kabinett Rutte II 2013 beschloss die weltanschaulich ausgerichteten Rundfunkgesellschaften, den sogenannte 2.42-omroep zum 1. Januar 2016 abzuschaffen, bzw. neu in andere Sender zu integrieren, beschloss HUMAN sich als mitgliederfinanzierter Rundfunk aufzustellen.  
Da jedoch zu Anfang weit weniger als 150.000 Mitglieder zu verzeichnen waren, eine zu der Zeit zu erreichende Schwelle, welche eine vollwertige Rundfunklizenz ermöglichen würde („B-Status“), begann HUMAN mit dem sogenannten Aspirantenstatus. Durch eine Gesetzesnovelle reicht für einen vollwertigen Status nun eine Grenze von 100.000 Mitgliedern. HUMAN arbeitete mit dem VPRO zusammen und warb neue Mitglieder.
HUMAN erhielt 2021 mit 90.000 Mitgliedern die offizielle Anerkennung und startete am 1. Januar 2022 als vollwertiger Sender. Im Hintergrund besteht weiter eine enge Zusammenarbeit mit dem VPRO im Bereich Personalangelegenheiten, Finanzverwaltung und IT. Inhaltlich sind die beiden Sender jedoch mit eigenen Vereinen, eigenen Chefredakteuren und eigenen Redaktionen komplett voneinander getrennt.

## Organisation
HUMAN hat Büros auf dem Gelände der Amsterdamer Gerardus Majellakerk wie auch im Media Park in Hilversum in der Villa VPRO, einem Bürogebäude des Rotterdamer Architekturbüros MVRDV.
Ein fünfköpfiger Aufsichtsrat wacht über die Organisation.

## Programm
HUMAN erstellt nach eigenem Bekunden Sendungen zu Themen aus vier Kernbereichen:  
1. Sinnvoll leben und Zusammenleben (Philosophie und Lebenskunst) (Het Filosofisch Kwintet, Brainwash)
2. Wahrhaftigkeit und öffentliche Meinung (Medialogica, Medialogica in de Klas)
3. Strukturen die unser Lebensglück unterminieren: Leiden am System (orig.: Systeempijn) (De Publieke Tribune, Thuis op Zuid, In De Leeuwenhoek, Klassen, Schuldig),
4. Nachhaltiges Wohnen und nachhaltiges Zusammenleben (De Staat van het Klimaat, De Grote Klimaatkwis)

Der Humanismus ist der philosophische Maßstab für jedes Programm.

### Fernsehen
HUMAN strahlt seine Sendungen vornehmlich auf NPO 2  aus. Jährlich wiederkehrende Sendungen sind unter anderen De Publieke Tribune, Medialogica und Het Filosofisch Kwintet. Auf NPO 1 strahlt HUMAN jedes Jahr zu Ende Oktober eine Sendung zum Klimawandel aus. Frühere Sendungen waren u. a. Brainwash Talks und Dus ik ben. Zum 1. Januar 2022 wurde die Sendung Metropolis vom VPRO übernommen, da sie sonst vom abgebenden Sender abgesetzt worden wäre.

### Radio
HUMAN strahlt seine Hörfunksendungen über NPO Radio 1 und NPO 3FM aus. Solche sind De Publieke Tribune (wie im Fernsehen, so im Radio) und Argos die in Zusammenarbeit mit der VPRO entsteht. Auf 3FM ist jeden letzten Sonntag im Monat ein 3FM Special zu hören, dies in Zusammenarbeit mit dem Evangelische Omroep (EO).

### Internet
HUMAN macht auch Beiträge, die ausschließlich online zu sehen sind, zumeist gerichtet an eine junge Zielgruppe. Beispielsweise stellt HUMAN die Gesellschaftsredaktion von 3FM und produziert damit Online-Beiträge unter dem Namen 3FM HUMAN. Des Weiteren werden auch kurze Dokumentarfilme unter dem Titel 2Doc Kort produziert sowie Spoken Word Sessies.

### Weitere Aktivitäten
- jährliches Zusammenarbeiten mit The School of Life und dem Brainwash festival in Amsterdam
- zweijährliche Zusammenarbeit mit der Humanistische Alliantie, dem Dachverband von 30 niederländischen, humanistischen Organisationen, der das Festival Mag Het Licht Aan organisiert.
- Als Rundfunk ist HUMAN bei Veranstaltungen wie dem Theaterfestivals De Parade und dem auf Terschelling stattfindenden Kulturfest Oerol vor Ort.
- Zusammen mit dem Niederländischen Institut für Bild und Ton entwickelte HUMAN den Lehrgang „Medienkunde im Klassenzimmer“ (orig.: Medialogica in de Klas).
- In Zusammenarbeit mit dem Schulfernsehen wurden eine Vielzahl an Sendungen pädagogisch tauglich gemacht und mit schriftlichen Unterrichtsmaterialien begleitet.